# Judith Forgács
Judith Forgács (Budapest, Hungría, 25 de mayo de 1959) es una atleta húngara retirada especializada en la prueba de 400 m, en la que consiguió ser medallista de bronce mundial en pista cubierta en 1987.

## Carrera deportiva
En el Campeonato Mundial de Atletismo en Pista Cubierta de 1987 ganó la medalla de bronce en los 400 metros, con un tiempo de 52.68 segundos, tras la alemana Sabine Busch y la estadounidense Lillie Leatherwood (plata con 52.54 segundos).